# Cevicos
Cevicos es un municipio de la República Dominicana, que está situado en la provincia de Sánchez Ramírez.

## Límites
Municipios limítrofes:
|                        | Norte: Eugenio María de Hostos y Villa Riva |                                                       |
| Oeste: La Mata y Cotuí |                                             | Este: Villa Riva, Sabana Grande de Boyá y Monte Plata |
|                        | Sur: Peralvillo y Monte Plata               |                                                       |

## Distritos municipales
Está formado por los distritos municipales de:
| Nombre   | Código   |
| -------- | -------- |
| Cevicos  | 02240201 |
| La Cueva | 02240201 |